# Lalaina Nomenjanahary
Lalaina Nomenjanahary (ur. 1 czerwca 1986) – madagaskarski piłkarz występujący na pozycji pomocnika. Zawodnik klubu Paris 13 Atletico.

## Kariera klubowa
Nomenjanahary seniorską karierę rozpoczynał w 2006 roku w zespole Ajesaia. Grał tam przez 2 sezony. W 2008 roku przeszedł do reuniońskiego Capricorne Saint-Pierre, a w 2010 roku przeniósł się do FC Saint-Pauloise, także z Reunionu. W tym samym roku wyjechał do Francji, by grać w tamtejszym CS Avion z CFA.
W 2011 roku Nomenjanahary przeszedł do rezerw zespołu RC Lens, także grających w CFA. W 2012 roku został włączony do pierwszej drużyny, występującej w Ligue 2. W tych rozgrywkach zadebiutował 2 marca 2012 roku w zremisowanym 2:2 pojedynku ze Stade Lavallois. W 2016 roku Nomenjanahary przeszedł do Paris FC, gdzie grał tam do roku 2021, wtedy przeszedł do klubu Paris 13 Atletico.
| Sezon   | Klub              | Kraj    | Rozgrywki              | Mecze | Bramki | Rozgrywki Europy | Mecze | Bramki |
| ------- | ----------------- | ------- | ---------------------- | ----- | ------ | ---------------- | ----- | ------ |
| 2010/11 | CS Avion          | Francja | CFA                    | 10    | 0      | -                | -     | -      |
| 2011/12 | RC Lens           | Francja | Ligue 2                | 2     | 0      | -                | -     | -      |
| 2012/13 | RC Lens           | Francja | Ligue 2                | 33    | 2      | -                | -     | -      |
| 2013/14 | RC Lens           | Francja | Ligue 2                | 33    | 4      | -                | -     | -      |
| 2014/15 | RC Lens           | Francja | Ligue 1                | 13    | 1      | -                | -     | -      |
| 2015/16 | RC Lens           | Francja | Ligue 2                | 27    | 1      | -                | -     | -      |
| 2016/17 | Paris FC          | Francja | Championnat National   | 22    | 3      | -                | -     | -      |
| 2017/18 | Paris FC          | Francja | Ligue 2                | 36    | 2      | -                | -     | -      |
| 2018/19 | Paris FC          | Francja | Ligue 2                | 31    | 2      | -                | -     | -      |
| 2019/20 | Paris FC          | Francja | Ligue 2                | 21    | 0      | -                | -     | -      |
| 2020/21 | Paris FC          | Francja | Ligue 2                | 20    | 0      | -                | -     | -      |
| 2021/22 | Paris 13 Atletico | Francja | Championnat National 2 | 11    | 7      | -                | -     | -      |

Stan na: 10 marca 2022 r.

## Kariera reprezentacyjna
W reprezentacji Madagaskaru Nomenjanahary zadebiutował w 2006 roku.